# Депутаты Европейского Парламента от Польши VI созыв
Польские депутаты VI созыва Европейского парламента имели мандаты в период от 20 июля 2004 года до 13 июля 2009 года и были избраны депутатами по итогам польской части выборов в Европарламент, прошедших 13 июня 2004 года.
Таблица распределения мандатов по итогам выборов 2004 года и в конце каденции:
| Политические группы | Политические группы | VII 2004 | VII 2009 | +/− |
| ------------------- | --- | -------- | -------- | --- |
|                     | Союз за Европу наций Право и справедливость (9) Социальное движение «Вперед, Польша» (3) Партия «Пяст» (3) Самооборона Республики Польша (2) Либертас Польша (1) Польская крестьянская партия (1) Независимые (1) | 7        | 20       | ▲13 |
|                     | Европейская народная партия (Христианские демократы) — Европейские демократы Гражданская платформа (14) Польская крестьянская партия (1)                                                                          | 19       | 15       | ▼4  |
|                     | Социалистическая группа Союз демократических левых сил (4) Социал-демократия Польши (3) Польская Лейбористская партия (1) Уния Труда (1)                                                                          | 8        | 9        | ▲1  |
|                     | Альянс либералов и демократов за Европу Демократическая партия – demokraci.pl (5) Демократическая партия (1) | 4        | 6        | ▲2  |
|                     | Независимость/Демократия Правые Речи Посполитой (1) Право и справедливость (1) Независимые (1) | 10       | 3        | ▼7  |
|                     | Внефракционные Лига польских семей (1) | 6        | 1        | ▼5  |
|                     | | 54       |          |     |

## Состав фракций (на конец каденции)
| Союз за Европу наций                                                                          | Союз за Европу наций                                                            | Союз за Европу наций                                                                                 | Союз за Европу наций                                                                              |
| --------------------------------------------------------------------------------------------- | ------------------------------------------------------------------------------- | --- | ------------------------------------------------------------------------------------------------- |
|                                                                                               |                                                                                 | |                                                                                                   |
| - Адам Белан - Сильвестр Хрущ - Рышард Чарнецкий - Ханна Фольтын-Кубицкая - Дариуш Грабовский | - Мечислав Яновский - Веслав Куц - Збигнев Кужмюк - Марцин Либицкий - Ян Масель | - Богдан Пенк - Мирослав Пётровский - Здзислав Подканьский - Богуслав Рогальский - Войцех Рожковский | - Леопольд Рутович - Конрад Шиманьский - Ева Томашевская - Януш Войцеховский - Анджей Запаловский |
| Европейская народная партия (Христианские демократы) — Европейские демократы                  |                                                                                 | |                                                                                                   |
|                                                                                               |                                                                                 | |                                                                                                   |
| - Ежи Бузек - Здзислав Хмелевский - Урсула Гацек - Малгожата Хандзлик                         | - Кшиштоф Холовчыц - Станислав Яловецкий - Филипп Качмарек - Януш Левандовский  | - Ян Ольбрыхт - Яцек Протасевич - Яцек Сариуш-Вольский - Чеслав Секерский                            | - Богуслав Соник - Збигнев Залеский - Тадеуш Звефка                                               |
| Социалистическая группа                                                                       |                                                                                 | |                                                                                                   |
|                                                                                               |                                                                                 | |                                                                                                   |
| - Лидия Герингер де Уденберг - Адам Герек - Богдан Голик                                      | - Геновефа Грабовская - Богуслав Либерацкий                                     | - Юзеф Пинёр - Дариуш Росати                                                                         | - Марек Сивець - Анджей Шейна                                                                     |
| Альянс либералов и демократов за Европу                                                       |                                                                                 | |                                                                                                   |
|                                                                                               |                                                                                 | |                                                                                                   |
| - Марек Чарнецкий - Ян Кулаковский                                                            | - Януш Онышкевич - Гражина Станишевская                                         | - Павел Пискорский                                                                                   | - Анджей Веловейский                                                                              |
| Независимость/Демократия                                                                      |                                                                                 | |                                                                                                   |
|                                                                                               |                                                                                 | |                                                                                                   |
| - Уршуля Крупа                                                                                | - Витольд Томчак                                                                | - Бернард Войцеховский                                                                               |                                                                                                   |
| Внефракционный                                                                                |                                                                                 | |                                                                                                   |
|                                                                                               |                                                                                 | |                                                                                                   |
| - Мацей Гертых                                                                                |                                                                                 | |                                                                                                   |

### Депутаты, утративший мандат в течение каденции (7 депутатов)
| Депутат           | Депутат           | Дата                                                                            | Причина                                                                         | Преемник               |
| ----------------- | ----------------- | ------------------------------------------------------------------------------- | ------------------------------------------------------------------------------- | ---------------------- |
|                   | Филип Адвент      | 26 июня 2005                                                                    | Умер                                                                            | Анджей Запаловский     |
| Войцех Вежейский  | 7 октября 2005    | Избрание депутатом Сейма                                                        | Бернард Войцеховский                                                            |                        |
|                   | Анна Фотыга       | 23 ноября 2005                                                                  | Назначение на должность Государственного секретаря Министерства иностранных дел | Ханна Фольтын-Кубицкая |
| Михал Каминьский  | 7 августа 2007    | Назначение на должность Государственного секретаря Канцелярии Президента Польши | Ева Томашевская                                                                 |                        |
|                   | Богдан Клих       | 16 ноября 2007                                                                  | Назначение на должность Министра национальной обороны                           | Урсула Гацек           |
| Барбара Кудрыцкая | 16 ноября 2007    | Назначение на должность Министра науки и высшего образования                    | Кшиштоф Холовчыц                                                                |                        |
|                   | Бронислав Геремек | 13 июля 2008                                                                    | Умер                                                                            | Анджей Веловейский     |

## Комментарии
1. 1 2 3 4 5 6 7  Избирался по списку Права и справедливости.
2. 1 2 3 4 5 6 7 8 9 10  Избирался по списку Лиги польских семей.
3. 1 2  Независимый депутат.
4. 1 2 3 4 5 6  Избирался по списку Самообороны Республики Польша.
5. 1 2 3  Представитель Права и справедливости.
6. ↑  Получила мандат 6 декабря 2005
7. ↑  Представитель Либертас Польша.
8. ↑  Представитель Польской крестьянской партии.
9. 1 2 3 4  Избирался по списку Польской крестьянской партии.
10. 1 2 3  Представитель Партии «Пяст».
11. 1 2 3  Представитель Социального движения «Вперед, Польша».
12. ↑  Получила мандат 30 августа 2007.
13. ↑  Получил мандат 12 июля 2005.
14. 1 2 3 4 5 6 7 8 9 10 11 12 13 14 15  Избирался по списку Гражданской платформы.
15. 1 2  Получил/а мандат 6 декабря 2007.
16. 1 2 3 4 5  Избирался по списку Союз демократических левых сил-Уния Труда.
17. 1 2 3 4  Представитель Союза демократических левых сил.
18. ↑  Представитель Унии Труда.
19. ↑  Представитель Польской Лейбористской партии.
20. 1 2 3  Избирался по списку Социал-демократии Польши.
21. 1 2 3 4 5 6  Представитель Демократической партии — demokraci.pl.
22. 1 2 3 4  Избирался по списку Союза свободы.
23. ↑  Представитель Демократической партии.
24. ↑  Получил мандат 26 августа 2008.
25. ↑  Представитель Правых Речи Посполитой.
26. ↑  Получил мандат 26 октября 2005.